# 砾薹草
砾薹草（学名：Carex stenophylloides），也称中亚苔草，是莎草科薹草属的植物。生于河谷、沙地或山地。分布于东北、华北、内蒙古、西北等地区。北京见于密云县。俄罗斯、蒙古、伊拉克、伊朗、阿富汗也有。